# Мариян Додовски
Мариян Додовски (на македонска литературна норма: Марјан Додовски) е политик от Северна Македония.

## Биография
Роден е на 19 юни 1966 година в град Скопие. Завършва Природо-математическия факултет на Скопския университет. От 2000 до 2001 година е министър на околната среда и планирането в правителството на Любчо Георгиевски от ВМРО-ДПМНЕ. При разцеплението на партията през 2004 г. остава верен на Л. Георгиевски и преминава в неговата неговата ВМРО-Народна партия, от която е депутат през 2006-2008, а през 2009-2012 г. е неин председател. След неуспешен опит да влее партията във ВМРО-ДПМНЕ, през февруари 2012 г. той лично преминава във ВМРО-ДПМНЕ на Никола Груевски.
Мариян Додовски почива на 55 години на 3 януари 2022 г. в Скопие от усложнения от коронавирус.